# IC 4345
IC 4345 је елиптична галаксија у сазвјежђу Волар која се налази на листи објеката дубоког неба у Индекс каталогу.
Деклинација објекта је + 25° 3' 6" а ректасцензија 13h 55m 13,5s. Привидна величина (магнитуда) објекта IC 4345 износи 14,9 а фотографска магнитуда 15,9. IC 4345 је још познат и под ознакама MCG 4-33-25, CGCG 132-46, HCG 69B, PGC 95536.